# フォルテ (企業)
フォルテ（ハンガリー語: Forte, 1922年 創立 - 2007年 倒産）は、写真フィルムのブランドであり、かつて存在したフィルムおよび印画紙、現像液を製造販売するハンガリーの企業である。正式社名はフォルテ写真化学株式会社（フォルテしゃしんかがく、ハンガリー語: Forte Fotokémia Rt.）、英文社名は Forte Photochemical Co. Ltd.である。

## 略歴・概要

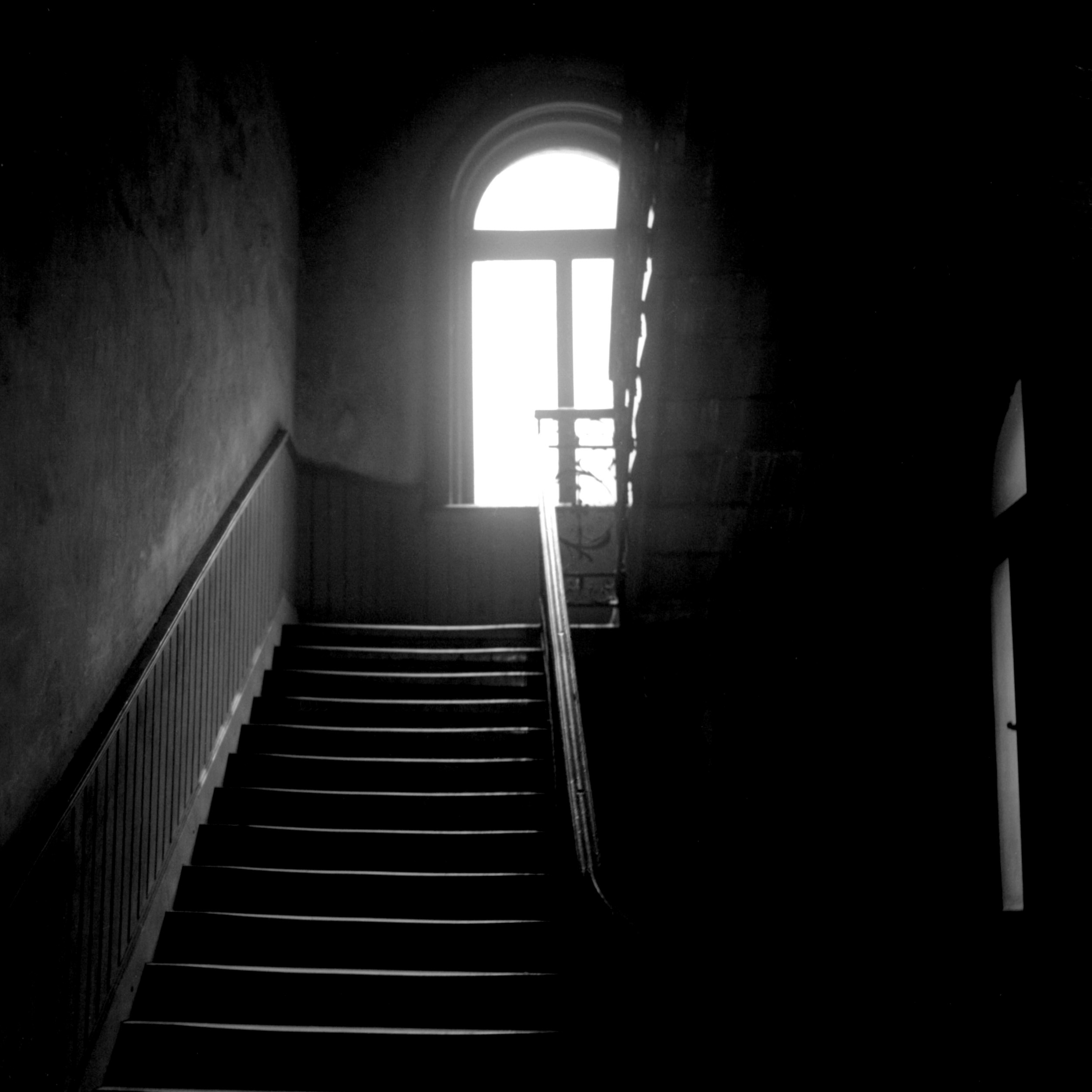
フォルテパン17DIN（生産終了）の120フィルム製品で撮影された写真。

1922年（大正11年）3月、ハンガリー王国の時代に、イーストマンコダックの写真フィルムと印画紙の工場として、現在のペシュト県ヴァーチに開業したのが、同社の始まりである。コダックは、1910年代にすでに土地を購入していた。
1945年（昭和20年）5月8日、ハンガリー王国は第二次世界大戦に敗北してソビエト連邦の占領下に置かれ、1946年（昭和21年）2月1日に共産主義国家であるハンガリー共和国（ハンガリー第二共和国）が成立して以降の1947年（昭和22年）6月30日、コダックは同工場を放棄した。1949年（昭和24年）、フォルテ合資会社となる。
1970年代には、1500人の従業員を抱えてる大工場であった。
1989年（平成元年）10月23日のハンガリー第三共和国成立を受け、1992年（平成4年）、同工場は株主会社化、「フォルテ写真化学株式会社」となった。
2004年（平成16年）に破産、翌2005年（平成17年）にはショモジ県チュルゴーの投資家たちが同社を買収、「フォルテインヴェスト資本投資株式会社」（ハンガリー語: Forteinvest Tőkebefektető Kft）と改称、10億フォリントを売り上げた。2006年（平成18年）には1億5,000万円の損失を出し、翌2007年（平成19年）1月、すべての生産を中止した。従業員は数十人のみになっていた。
2010年（平成22年）、ポリウォームトーン計画がもちあがり、スクラップ寸前のフォルテ工場の印画紙生産のための機材を運び出し、ドイツで使用することになり、アドックスに引き継がれることになった。
日本では、長野県・白馬村のグレイス（当時京都府八幡市）が、同社の正規輸入代理店であった。

## おもなフィルム製品一覧
すべて生産終了。
白黒フィルム
- フォルテパン100 - パンクロマティック白黒ネガフィルム、ISO100 / DIN21, 120フィルム・135フィルム[5]
- ポルトレイトパン100 - パンクロマティック白黒ネガフィルム、ISO100 / DIN21, 120フィルム[5]
- フォルテパン200 - パンクロマティック白黒ネガフィルム、ISO200 / DIN24, 120フィルム・135フィルム・シートフィルム[5]
- フォルテパン400 - パンクロマティック白黒ネガフィルム、ISO400 / DIN27, 120フィルム・135フィルム・シートフィルム[5]

カラーフィルム
- フォルテカラースーパーFGプラス - [6]
- フォルテカラースーパーPL - [6]
- フォルテカラースーパーPH - [6]